# Hypatium splendidum
Hypatium splendidum là một loài bọ cánh cứng trong họ Cerambycidae.